# Partición de un intervalo

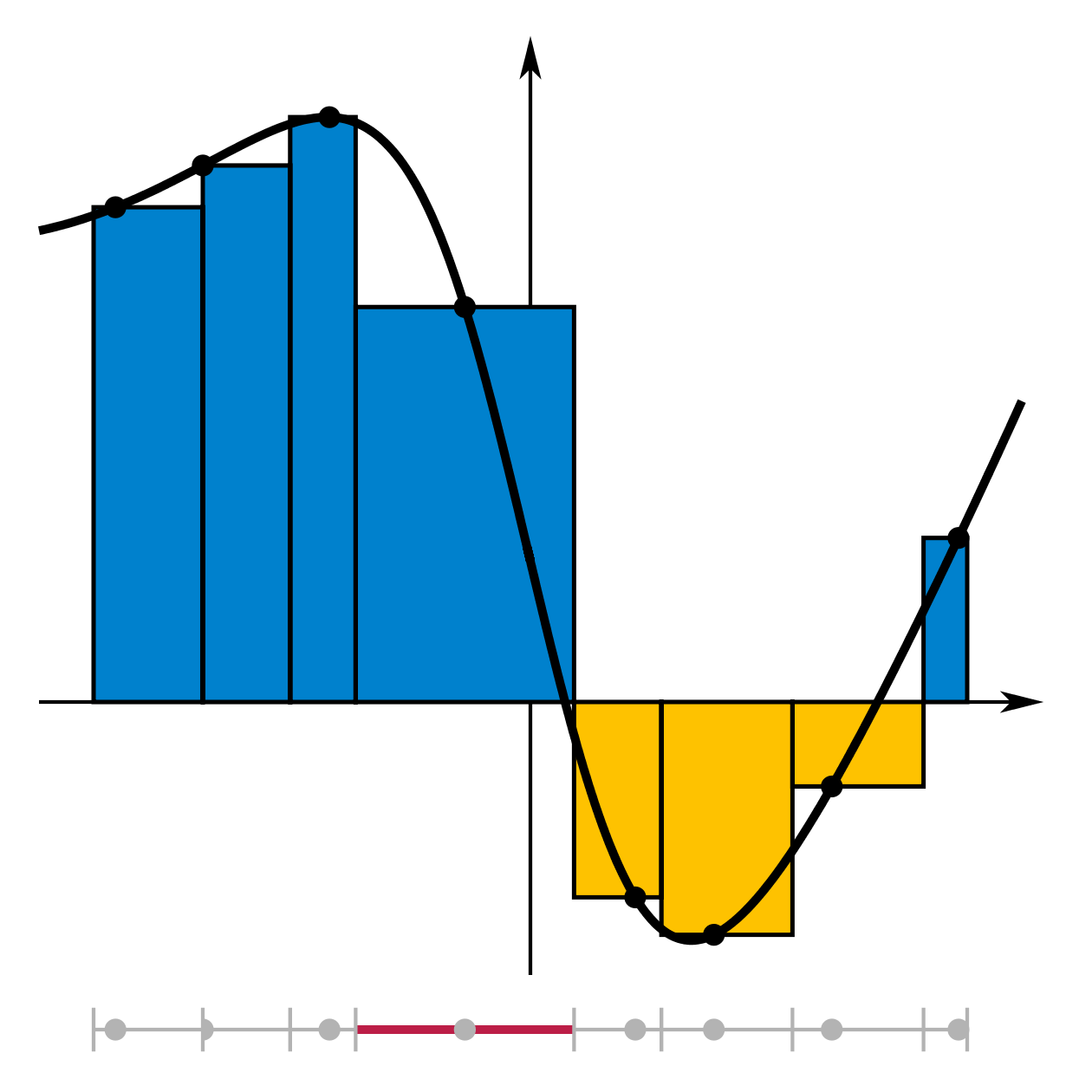
Diagrama de la función y de los rectángulos de suma de Riemann.

En matemáticas, una partición Π de un intervalo cerrado [a, b] en los números reales es una secuencia finita de la forma 
a = x0 < x1 < x2 <... < xn = b.
Estas particiones se utilizan en la teoría de la integral de Riemann y la integral de Riemann-Stieltjes.

## Particiones Regulares
Se dice que una partición Π={\displaystyle (X_{k})_{0\leq k\leq N},N\in \mathbb {N} } de cierto intervalo [a, b] con {\displaystyle a,b\in \mathbb {R} ,\;a<b}; es regular si la longitud para cada intervalo {\displaystyle [X_{k-1},X_{k}]} es la misma.

## Refinamiento de una partición
Se dice que una partición Π' es más fina que una partición Π cuando Π es un subconjunto de Π', es decir, cuando la partición Π' tiene los mismos puntos que Π y posiblemente alguno más.

## Ejemplos
Un ejemplo de partición sería el siguiente:
Dado el intervalo [1, 2], una partición de dicho intervalo sería 
Π = {{\displaystyle 1,{\frac {3}{2}},{\frac {5}{3}},2}}.
Otra posible partición para el mismo intervalo sería 
Π' = {{\displaystyle 1,{\frac {3}{2}},{\frac {5}{3}},{\frac {7}{4}},2}}, con Π' más fina que Π.